# جان تاورنر
جان تاورنر (زاده حدود ۱۴۹۰ - مرگ ۱۸ اکتبر ۱۵۴۵) آهنگساز و ارگ نواز انگلیسی بود که به عنوان یکی از مهمترین آهنگسازان انگلیسی عصر خود شناخته می‌شد. او بیشتر برای اثر Missa Gloria tibi Trinitas و The Western Wynde Mass شناخته شده‌است، و Missa Corona Spinea نیز اغلب به عنوان یک شاهکار شناخته می‌شود.

## لینک به بیرون
- نت‌های رایگان اثر جان تاورنر در کتابخانه موسیقی کرال با مالکیت عمومی (کُرال‌ویکی)
- نت‌های رایگان اثرِ جان تاورنر در پروژه بین‌المللی کتابخانه نت‌های موسیقی (IMSLP)
- اطلاعات کلاسیک خالص